# Væb tékk
Væb Tékk è il primo album in studio del duo islandese Væb, pubblicato nel 2022.

## Tracce
1. Lala – 1:42
2. Tom Holland – 2:25
3. Glæpi (feat. Oli) – 1:57
4. Þetta Kallar á Drykk – 1:17
5. Vertu Til (Intro) (feat. Áslaug Helga, Nappi) – 0:44
6. Djammið kallar (feat. Áslaug Helga) – 2:08
7. Aron Can (Borðar kál) – 0:58
8. Út á gólfið (Club Mix) – 2:25

Durata totale: 13:36